# Gnomidolon bellus
Gnomidolon bellus là một loài bọ cánh cứng trong họ Cerambycidae.